# ATC 코드 V06
ATC 코드 V06은 ATC 코드의 일반 영양소를 정리한 코드이다.

ATC 코드 V 기타의 하위그룹을 이룬다.
동물용 의약품을 위한 코드(ATCvet 코드)의 경우 인체의약품 코드 앞에 Q가 들어가게 된다. 예 : QV06.

## V06B 단백질 보충제
빈 그룹

## V06D 기타 영양소

### V06DC 탄수화물
V06DC01 Glucose
V06DC02 Fructose